# یواس‌اس تری (دی‌دی-۵۱۳)
یواس‌اس تری (دی‌دی-۵۱۳) (به انگلیسی: USS Terry (DD-513)) یک کشتی بود که طول آن ۱۱۴٫۷ متر (۳۷۶ فوت) بود. این کشتی در سال ۱۹۴۲ ساخته شد.